# Rudolf Wolff (Journalist, 1907)
Rudolf Wolff (* 9. Mai 1907 in Berlin; † Mitte Dezember 1993 in Paris im 13. Arrondissement.) war ein deutscher Journalist.  und Fremdenlegionär.

## Leben
Rudolf Wolff war der jüngste Sohn von Anna und Theodor Wolff. Von 1927 bis 1933 studierte er Volkswirtschaft, Geschichte und Publizistik in Berlin, bis er zum Abbruch vor dem Examen gezwungen wurde. Neben dem Studium arbeitete er als Journalist am Berliner Tageblatt und zeigte angeregt von Wilhelm Furtwängler, der im Berliner Elternhaus ein oft gesehener Gast war, musikalisches Talent. Er wollte eigentlich Musiker werden und wurde durch Musiker der Berliner Philharmonie unterrichtet. Nach dem Reichstagsbrand lebte er versteckt in Berlin. Im Dezember 1933 emigrierte er nach Zürich anschließend nach Paris.
Am 2. September 1939 verpflichtete er sich bei der Fremdenlegion und wurde kurzzeitig in Algerien stationiert. Bis zum 23. Mai 1943 war er in Nizza als Sprachlehrer an der Berlitz Sprachschule und als Übersetzer beschäftigt.
Im April 1943 heiratete Rudolf die Holländerin Helna Tengbergen. Der Vater, der Helna sehr ins Herz geschlossen hatte, hat dem Sohn oft zugeredet, trotz der ungewissen Zeiten zu heiraten.
Am 23. Mai 1943 gegen 10 Uhr vormittags wurde der Vater Theodor Wolff durch Zivilbeamte der italienischen Besatzungsmacht in Nizza verhaftet und später an die Geheime Staatspolizei (Gestapo) übergeben. Die Familie Wolff lebte die folgenden Monate in einem Bergversteck. Nach dem Vormarsch der amerikanischen Truppen wurde er 1944 und 1945 in einem Migrationsbüro als Übersetzer in Marseille beschäftigt. Nach Kriegsende erhielt er im Saarland eine Anstellung bei der Saarbrücker Zeitung. Bis 1967 war er Pariser Korrespondent der Saarbrücker Zeitung und der Westdeutschen Allgemeinen Zeitung, arbeitete außerdem für Radio France und für französische Zeitungen.
Über Jahrzehnte hatte er die Nachlassmaterialien seines Vaters verwahrt und stand mit Wolfram Köhler und später mit Bernd Sösemann in Kontakt, denen er persönliche Erinnerungen mitteilte.

## Veröffentlichungen
- Rolf Hochhuth, Werk und Wirkung. Bonn 1987